# Bob Lenarduzzi
Robert Italo Lenarduzzi (Vancouver, Columbia Británica, Canadá, 1 de mayo de 1955) es un exfutbolista y entrenador canadiense. Jugó como defensor y su hermano es el también exfutbolista Sam Lenarduzzi. Actualmente trabaja como presidente de los Vancouver Whitecaps FC de la MLS.
Actualmente es miembro de la National Soccer Hall of Fame y de Canada Soccer Hall of Fame. También, recibió el premio Orden de Columbia Británica.

## Trayectoria como entrenador
En 1987 asumió como entrenador de los Vancouver 86ers y a la vez siguió jugando. En septiembre de 1988, anunció su retiro de las canchas y continuó al mando como director técnico del equipo. Durante su etapa fue muy exitosa, no solo consiguiendo campeonatos, sino también con su club estableció el récord con la mayor cantidad de partidos sin perder en la historia de las ligas deportivas de los Estados Unidos y Canadá con 46 juegos invicto desde el 6 de junio de 1988 hasta el 8 de agosto de 1989.
En 1993 fue contratado como seleccionador de Canadá y lideró en las eliminatorias para el Mundial de 1994, su campaña fue buena, a pesar de que perdió el repechaje con la selección de Australia y no pudo clasificar. En 1997 renunció debido a la mala actuación del equipo canadiense en el Hexagonal final en el camino al Mundial de 1998.

## Selección nacional
Ha sido internacional con la Selección de fútbol de Canadá, disputó 47 partidos internacionales y marcó 4 goles. Participó en la Copa Mundial de Fútbol jugada en 1986, siendo la primera participación y única (hasta Catar 2022) de su país. También jugó por el seleccionado canadiense en el torneo de los Juegos Olímpicos de Los Ángeles de 1984.

### Participaciones en Juegos Olímpicos
| Torneo                   | Sede        | Resultado        |
| ------------------------ | ----------- | ---------------- |
| Juegos Olímpicos de 1984 | Los Ángeles | Cuartos de final |

### Participaciones en Copas del Mundo
| Mundial                        | Sede   | Resultado    |
| ------------------------------ | ------ | ------------ |
| Copa Mundial de Fútbol de 1986 | México | Primera fase |

## Clubes

### Como jugador
| Club                                   | País           | Año         |
| -------------------------------------- | -------------- | ----------- |
| Reading                                | Inglaterra     | 1970 − 1976 |
| Vancouver Whitecaps                    | Canadá         | 1974 − 1984 |
| Los Angeles Aztecs (en pista cubierta) | Estados Unidos | 1979 − 1980 |
| Tacoma Stars                           | Estados Unidos | 1984 - 1986 |
| Vancouver 86ers                        | Canadá         | 1987 − 1988 |

### Como entrenador
| Club                | País   | Año         |
| ------------------- | ------ | ----------- |
| Vancouver 86ers     | Canadá | 1987 − 1993 |
| Selección de Canadá | Canadá | 1993 − 1997 |